# Топонимия Гайаны

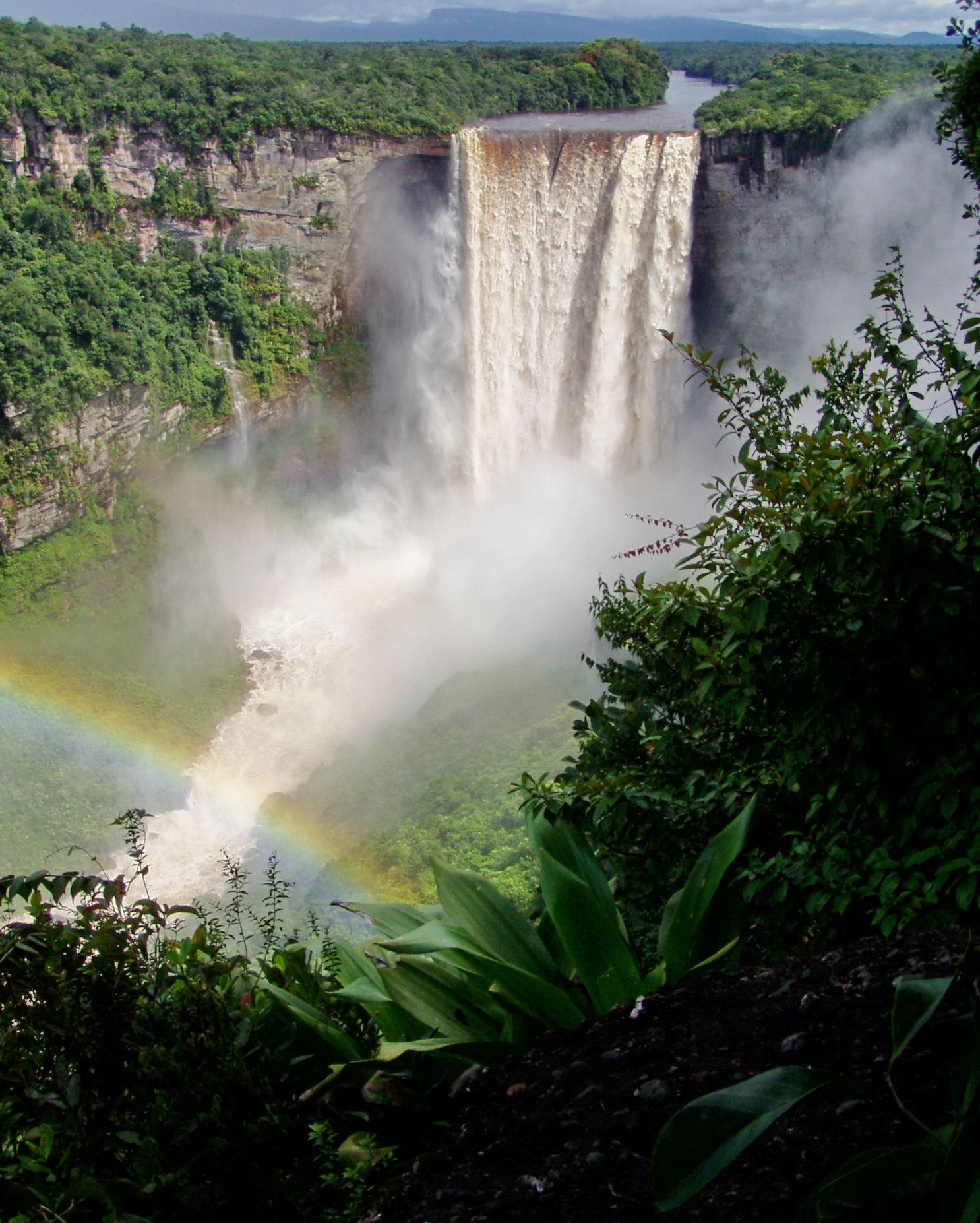
Водопад Кайетур на реке Потаро, Гайана

Топонимия Гайаны — совокупность географических названий, включающая наименования природных и культурных объектов на территории Гайаны. Структура и состав топонимии обусловлены такими факторами, как состав населения, история освоения и географическое положение.

## Название страны
Бывшая колония Великобритании Британская Гвиана (англ. British Guiana). В 1966 году провозгласила независимость и приняла название «Гайана» (англ. Guyana). По оценке Е. М. Поспелова, этимология топонима «Гайана» (Гвиана) выводится из индейских языков: на тупи guai — «река» и -ana — увеличительный суффикс; таким образом, название страны означает «(страна) обильных вод» или «большой воды», «многих вод». Наряду с этим, В. А. Никонов упоминает точку зрения, согласно которой название стране дали испанцы по этнониму обитавшему в этой местности индейского племени, который означал «почитаемые, уважаемые», хотя и выражает скепсис по поводу этой гипотезы.
В 1970 году название страны было изменено на «Кооперативная Республика Гайана» (англ. Co-operative Republic of Guyana). Это связано с тем, что в стране был принят курс на развитие сельского хозяйства с опорой на кооперативы.

## Формирование и состав топонимии
В топонимии Гайаны, как и в абсолютном большинстве стран Южной Америки, топонимисты выделяют два основных пласта — аборигенный (индейский) и европейский. Аборигенный пласт сформировался с давних времён и сохранился главным образом в гидронимии и оронимии страны — реки Барима, Венамо, Куюни, Потаро, Эссекибо.
Что касается индоевропейского пласта, он начал формироваться с XVII века, когда на территории страны появились первые поселения голландцев, и зафиксировался главным образом в ойконимии. Так, столица страны, город Джорджтаун, был основан голландцами в 1781 году и первоначально назывался «Стабрук», что в переводе с голландского означает «стоячий (непроточный) пруд». В начале XIX века город перешёл в руки англичан, которые в 1812 году переименовали его в «Джорджтаун» в честь короля Георга III. Голландское происхождение также имеют ойконимы Вред-эн-Хуп (буквально — «мир и надежда»), Линден, Нью-Амстердам. Ряд топонимов носит «мемориальный» характер — например, Летем назван в честь губернатора Британской Гвианы 1940-х годов Гордона Джеймса Летема, Форт-Веллингтон — в честь известного британского военачальника герцога Веллингтона. Ойконим «Бартика» имеет аборигенное происхождение, на языке местных индейцев это означает «красная земля».